# Чёрнопластинник кроваво-красный
Чёрнопласти́нник крова́во-кра́сный, или мелянофи́ллум чешу́йчатый, или чешу́йница кровянопласти́нковая (лат. Melanophyllum haematospermum) — несъедобный гриб из рода Чёрнопластинник (Melanophyllum) семейства Агариковые (Agaricaceae). 
Синонимы:
- Agaricus echinatus Roth, 1800
- Agaricus echinatus var. echinatus Roth, 1800
- Agaricus haematophyllus Berk., 1837
- Agaricus haematospermus Bull. ex Pers., 1801
- Agaricus haematospermus var. haematospermus Bull. ex Pers., 1801
- Agaricus hookeri Klotzsch, 1836
- Cystoderma echinatum (Roth) Singer, 1936
- Cystolepiota echinata (Roth) Singer
- Fungus haematospermus (Bull. ex Pers.) Kuntze, 1898
- Inocybe echinata (Roth) Sacc., 1887
- Lepiota echinata (Roth) Quél., 1880
- Lepiota haematosperma (Bull.) Boud., 1893
- Melanophyllum canali Velen., 1921
- Melanophyllum echinatum (Roth) Singer, 1951
- Naucoria echinata (Roth) J. Schröt.
- Pratella echinata (Roth) Gillet, 1878
- Pratella haematosperma (Bull.) Gillet, 1878
- Psalliota echinata (Roth) P. Kumm., 1871
- Psalliota haematosperma (Bull.) S. Lundell & Nannf., 1935
- Psathyra echinata (Roth) Overh.

## Описание
Шляпка кремово-серая или светло-коричневая, конической или уплощенной формы, поверхность шляпки опушена и покрыта мучным и зернистым налетом. Край шляпки с остатками паутинчатого покрывала. Пластинки относительно частые, свободные, кроваво-красного цвета. Ножка окрашена под цвет шляпки, покрыта буроватыми чешуйками. Мякоть плотная, кремово-беловатая. Споровый порошок оливково-зеленый.

## Сходные виды
Другие виды семейства Шампиньоновые.